# 삼육사로
삼육사로(Samyuksa-ro)는 경기도 양주시 남면구암사거리에서 포천시 선단동장승거리사거리를 잇는 도로이다.

## 주요 경유지
경기도
- 양주시 (남면 - 은현면) - 동두천시 (상패동 - 생연동 - 불현동) - 포천시 (선단동)

## 노선
| 이름                | 접속 노선                                                    | 소재지   | 소재지                  | 비고                    |
| ------------------- | ------------------------------------------------------------ | -------- | ----------------------- | ----------------------- |
| 구암사거리          | 지방도 제371호선 (감악산로)                                  | 양주시   | 남면                    |                         |
| 신마교              |                                                              | 양주시   | 남면                    |                         |
| 막은골삼거리        | 지방도 제364호선 (개나리길) 국가지원지방도 제39호선 (삼일로) | 양주시   | 남면                    |                         |
| 한산교              |                                                              | 양주시   | 남면                    |                         |
| (이름없음)          | 지방도 제375호선 (양면로)                                    | 양주시   | 은현면                  | 지방도 제375호선과 중복 |
| 봉암삼거리          | 지방도 제375호선 (은현로)                                    | 양주시   | 은현면                  | 지방도 제375호선과 중복 |
| 동두천 교차로       | 국도 제3호선 (신평화로)                                      | 동두천시 | 상패동                  |                         |
| (이름없음)          | 상패로                                                       | 동두천시 | 상패동                  |                         |
| 모랫말교            |                                                              | 동두천시 | 상패동                  |                         |
|                     | 생연동                                                       | 동두천시 |                         |                         |
| 사동 교차로         | 강변로                                                       | 동두천시 |                         |                         |
| 세아 교차로         | 생연로                                                       | 동두천시 |                         |                         |
| 단위농협사거리      | 중앙로                                                       | 동두천시 |                         |                         |
| 생골사거리          | 국도 제3호선 (평화로)                                        | 동두천시 |                         |                         |
| 내행사거리          | 장고갯로                                                     | 동두천시 |                         |                         |
| 부처고개            |                                                              | 동두천시 |                         |                         |
|                     | 불현동                                                       | 동두천시 |                         |                         |
| 광암윗사거리        | 광암로                                                       | 동두천시 |                         |                         |
| 광암1교             |                                                              | 동두천시 |                         |                         |
| (이름없음)          | 지방도 제379호선 (천보산로)                                  | 동두천시 | 지방도 제379호선과 중복 |                         |
| 탑동 교차로         | 지방도 제379호선 (탑산로)                                    | 동두천시 | 지방도 제379호선과 중복 |                         |
| 광암1교             |                                                              | 동두천시 |                         |                         |
| 탑동터널            |                                                              | 동두천시 | 연장 698m               |                         |
| 광암2교             |                                                              | 동두천시 |                         |                         |
| 탑동 교차로         | 지방도 제379호선 (탑신로)                                    | 동두천시 |                         |                         |
| 왕방 교차로         | 지방도 제364호선 (탑동가산로)                                | 동두천시 |                         |                         |
| 오지개고개          |                                                              | 동두천시 |                         |                         |
| 설운 교차로         | 지방도 제364호선 (탑동가산로)                                | 포천시   | 선단동                  |                         |
| 해룡고개회전 교차로 | 해룡로                                                       | 포천시   | 선단동                  |                         |
| 장수고개삼거리      | 국도 제43호선 (호국로) 제29호선 세종포천고속도로             | 포천시   | 선단동                  |                         |

## 주요건물및 시설
- 남면119안전센터 (삼육사로 247/한산리 579-6)
- 봉암초등학교 (삼육사로 473/봉암리 403-2)
- 세븐일레븐 동두천교차로점 (삼육사로 659/상패동 600-10)
- 합동택배 동두천상패600영업소 (삼육사로 659/상패동 600-9)
- 경동택배 동두천상패600영업소 (삼육사로 659/상패동 600-9)
- HD현대오일뱅크 신진뱅크주유소 (삼육사로 704/상패동 400-2)
- HD현대오일뱅크 신진LPG충전소 (삼육사로 706/상패동 400-3)
- GS칼텍스 이담주유소 (삼육사로 733/상패동 201-24)
- 알뜰 신동천주유소 (삼육사로 770/상패동 196-4)
- 르노코리아자동차 동두천대리점 (삼육사로 966/생연동 742-2)
- 베스킨라빈스 동두천 생연점 (삼육사로 1009/생연동 397-1)
- 세븐일레븐 동두천스파월드점 (삼육사로 1042/생연동 303-16)
- SK에너지 (삼육사로 1118/생연동 45-3)
- 세븐일레븐 동두천광암점 (삼육사로 1285/광암동 170-3)
- CU 동두천탑동점 (삼육사로 1366/탑동동 668-5)
- 왕방마을회관 (삼육사로 1647/탑동동 211)
- GS25 선단유락점 (삼육사로 2219/선단동 460-27)
- CU 포천진주점 (삼육사로 2225-1/선단동 460-13)